# Sidi Ahmed Cherif
Sidi Ahmed Cherif  (in arabo سيدي أحمد الشريف‎?) è un centro abitato e comune rurale del Marocco situato nella provincia di Ouezzane, regione di Tangeri-Tetouan-Al Hoceima. Conta una popolazione di 9 576 abitanti (censimento 2014).